# Lanvellec
Lanvellec (bretonisch: Lanvaeleg) ist eine französische Gemeinde mit 602 Einwohnern (Stand: 1. Januar 2022) im Département Côtes-d’Armor in der Region Bretagne; sie gehört zum Arrondissement Lannion und zum Kanton Plestin-les-Grèves. Die Einwohner werden Lanvellecois genannt.

## Geographie
Lanvellec liegt etwa 58 Kilometer westnordwestlich von Saint-Brieuc. Umgeben wird Lanvellec von den Nachbargemeinden Plouzélambre im Norden, Plouaret im Osten, Plounévez-Moëdec im Südosten, Plounérin im Süden, Plufur im Westen sowie Tréduder im Nordwesten.

## Bevölkerungsentwicklung
| Jahr                      | 1962 | 1968 | 1975 | 1982 | 1990 | 1999 | 2006 | 2013 |
| Einwohner                 | 688  | 649  | 582  | 590  | 594  | 537  | 549  | 572  |
| Quelle: Cassini und INSEE |      |      |      |      |      |      |      |      |

## Sehenswürdigkeiten
Siehe auch: Liste der Monuments historiques in Lanvellec
- Dolmen de Crec’h an Hu
- Kirche Saint-Brandan zwischen 1852 und 1868 neu errichtet, Orgel von 1653 (erbaut von Robert Dallam)
- Kirche Notre-Dame-de-Pitié
- Kapellen Saint-Golven, Saint-Maudez und Saint-Connay
- Schloss Rosambo mit Taubenturm, erbaut im 15./16. Jahrhundert (Monument historique)

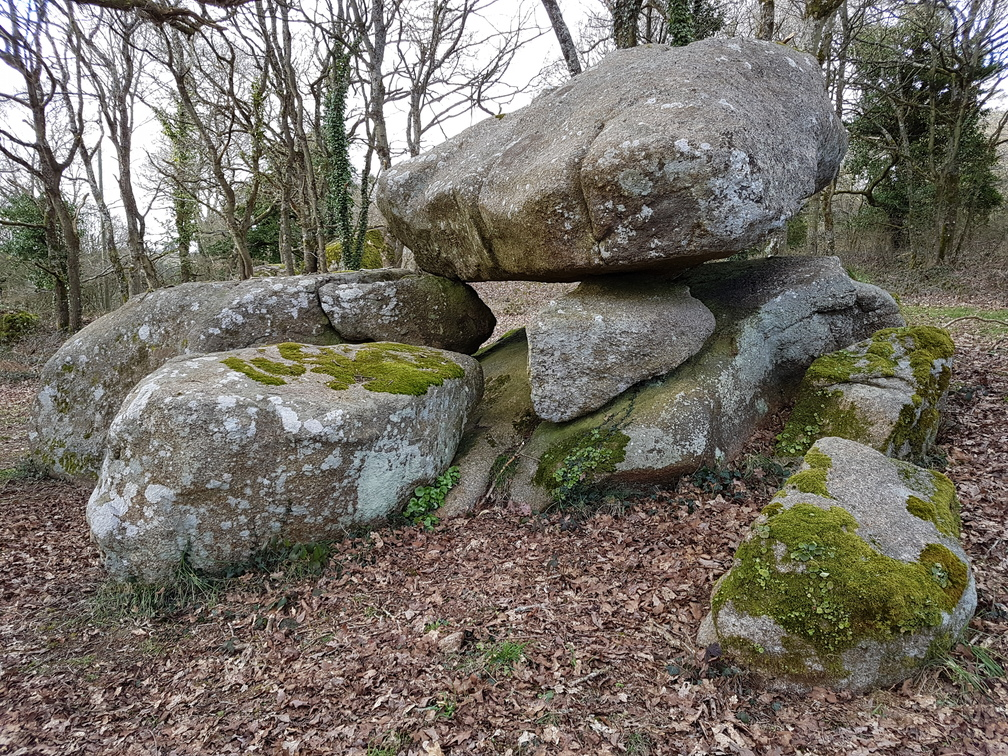
Dolmen de Crec’h an Hu
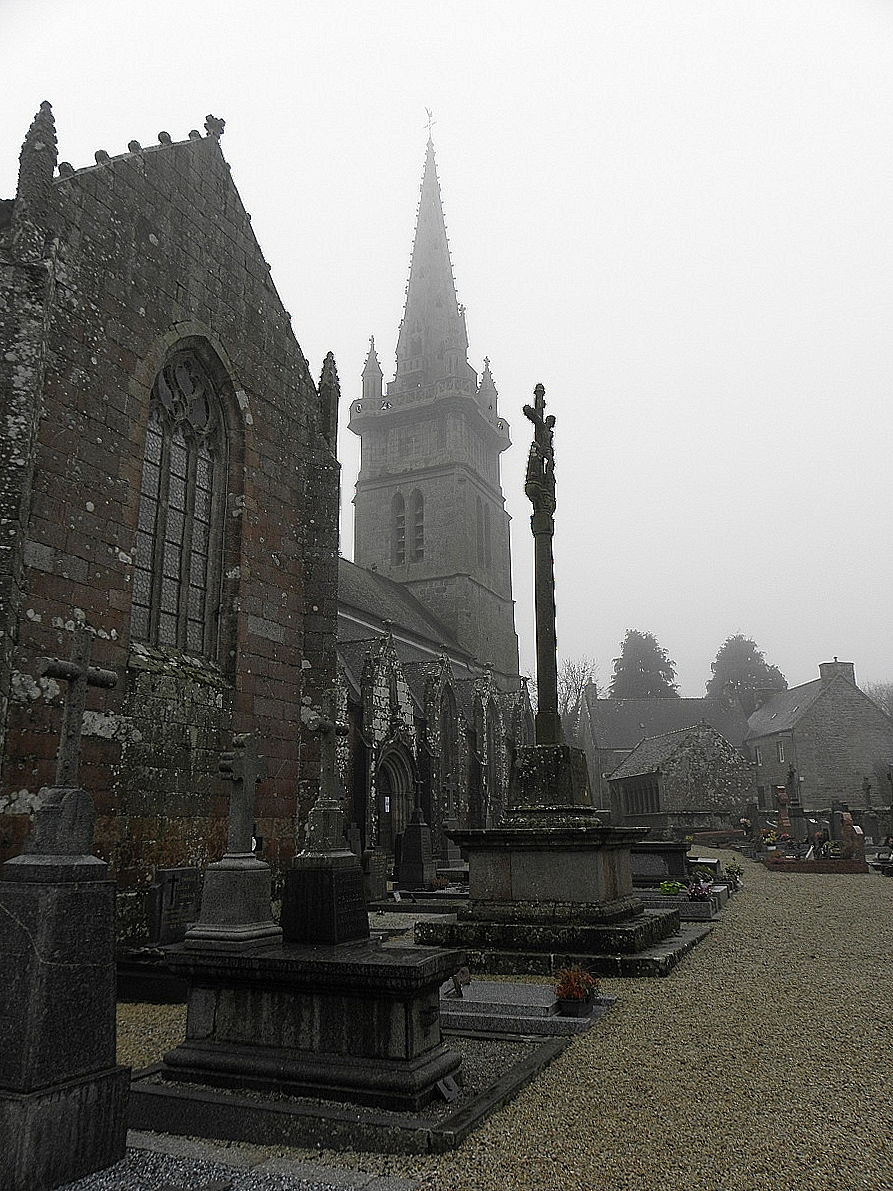
Kirche Saint-Brandan
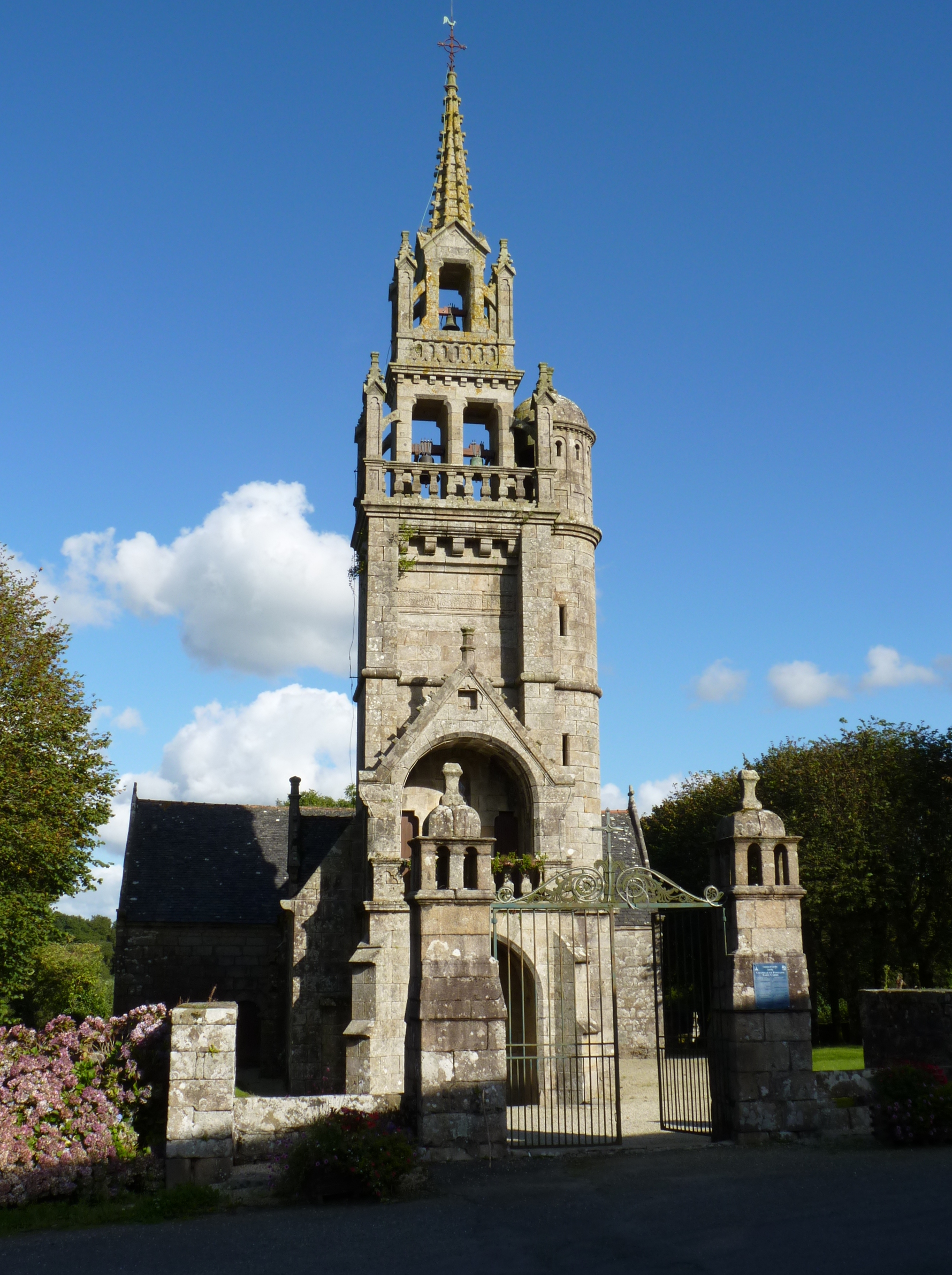
Kirche Notre-Dame-de-Pitié
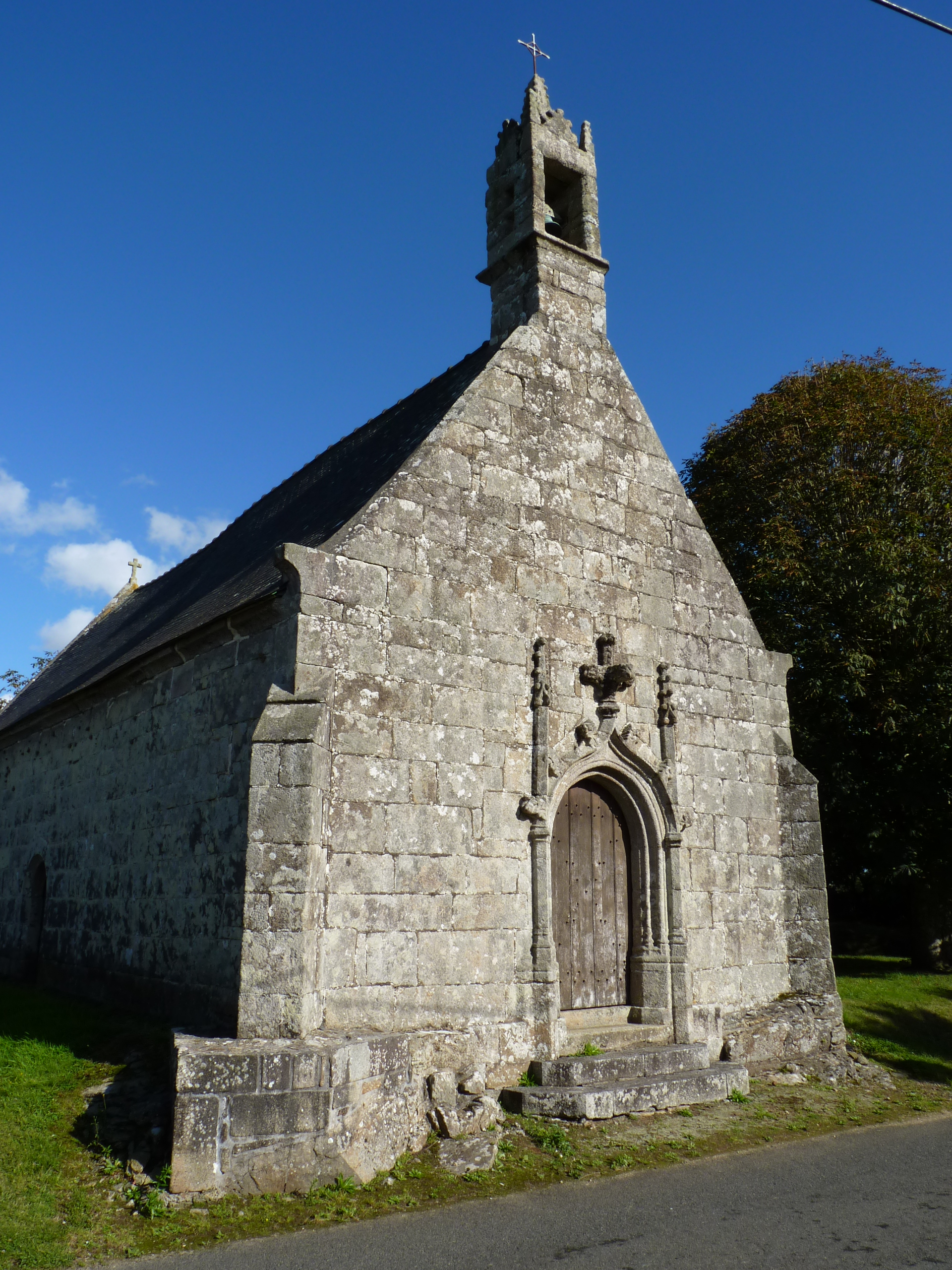
Kapelle Saint-Maudez
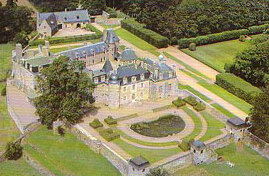
Schloss Rosambo